# República de Carèlia
La República de Carèlia,  Karjala o Carèlia (rus: Каре́лия, Ка́рьяла; carelià: Karjala), és una de les repúbliques de la Federació Russa situada al nord-oest del país. La república forma part del Districte Federal del Nord-oest, i cobreix una àrea de 172,400 kilòmetres quadrats, amb una població de 533.121 habitants. La seva capital és Petrozavodsk.
La moderna República de Carèlia va ser fundada com a república autònoma dins de la RSFS Russa per la Resolució del Presidium del Comitè Executiu Central de Totes les Rússies el 27 de juny de 1923 i pel Decret del CECTR i el Consell de Comissaris del Poble de 25 Juliol de 1923, de la Comuna Obrera de Carèlia. De 1940 a 1956, va ser coneguda com la República Socialista Soviètica Carelo-Finlandesa, una de les repúbliques de la Unió Soviètica. El 1956, va tornar a ser una república autònoma i va romandre part de Rússia després de la dissolució de la Unió Soviètica el 1991.

## Etimologia
"Carèlia" deriva del nom del grup ètnic dels carelians. El nom "Karjala" té orígens desconeguts, però, es teoritza que pot provenir de la paraula protofinlandesa karja, que significa "manada", que va ser manllevada del protogermànic harjaz ("exèrcit"); la terminació -la significa "terra".

## Geografia
El país és força pla, perquè forma part de la prolongació del massís Escandinau, així com per la part est del planell bàltic. Les zones més altes són a l'oest i el nord. Com el planell Mansel'kia (578 m) i els turons de Carèlia Occidental (417 m). A les regions adjuntes als rius i llacs, hi ha depressions, com les d'Olonets, Pribelomorskaia i Vod'a. La zona costanera de la Mar Blanca/Vienanmeri (Costes de Pomor'e i Carèlia) hi ha nombroses rades i illes. Hi ha nombrosos rius, com els Kem'/Kemijoki, Vyg/Uikujoki, Suja/Suoju, Koitag, Jänisj, Keret, Vodla i Xuia, que desemboquen al llac Onega.

### Llacs
Hi ha 60.000 llacs a Carèlia. Els llacs i aiguamolls de la república contenen 2.000 km³ d'aigua dolça de qualitat, i ocupen el 18% del territori. Els dos llacs més grans d'Europa es troben a Carèlia:

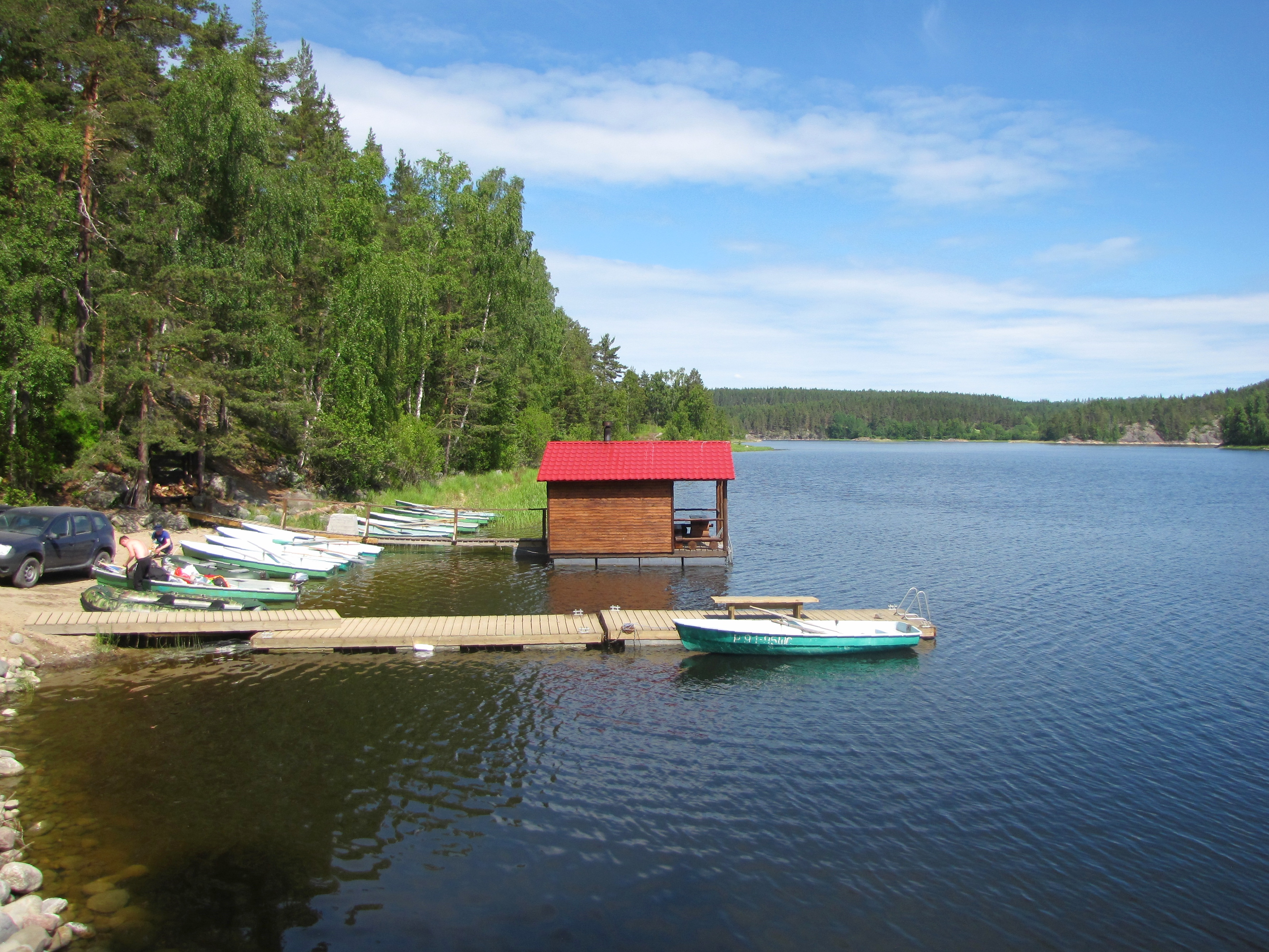
Un llac a la República de Carèlia

- Llac Làdoga (finès: Laatokka)
- Llac Onega (Ääninen)

Altres llacs importants són:
- Llac Niukozero (Nuokkijärvi)
- Llac Piaozero (Pääjärvi)
- Llac Segozero (Seesjärvi)
- Llac Siamozero (Säämäjärvi)
- Llac Topozero (Tuoppajärvi)
- Llac Vigozero (Uikujärvi)

### Parcs nacionals
- Parc Nacional de Vodlozero
- Parc Nacional de Kalevala
- Parc Nacional de Paanajärvi

### Recursos naturals
La majoria del territori de la república (148.000 km, o el 85%) es compon d'estoc forestal estatal. L'estoc total en creixement de recursos de fusta als boscos de totes les categories i edats és de 807 milions de m³. L'existència d'arbres madurs ascendeix a 411,8 milions de m³, dels quals 375,2 milions de m³ són coníferes.
A Carèlia es troben cinquanta minerals útils, situats en més de 400 jaciments i capes minerals. Els recursos naturals de la república inclouen mena de ferro, diamants, vanadi i molibdè, entre d'altres.

### Clima
La República de Carèlia es troba a la zona de clima continental atlàntic. La temperatura mitjana al gener és de −8.0 °C (17.6 °F) i de +16.4 °C (61.5 °F) al juliol. La precipitació mitjana anual és de 500-700mm.

## Divisions administratives
La República de Carèlia inclou 18 unitats administratives i territorials, entre les quals destaquen:
- 2 districtes urbans,
- 16 districtes (inclosos 3 districtes nacionals) formats per:
  - 21 nuclis urbans,
  - 85 assentaments rurals (inclosos 3 assentaments rurals, residència nacional del poble dels vepses).[7][8][9]

Hi ha 818 assentaments a la República de Carèlia, entre els que s'inclouen:
- 13 ciutats,
- 11 assentaments de tipus urbà,
- 794 — assentaments i pobles.

L'any 2006, es va començar la implementació de la reforma municipal a la república.

## Història
Les troballes humanes més antigues del país daten del 6000 aC, i fins al II mil·lenni eren tribus de depredadors caçadors i pescadors, com ho mostren els assentaments a la costa del Mar Blanc (Besori Sledki i Zalavruga) i el llac Onega (Besov Nos, Peri Nos). Al camp d'enterrament d'Oleni Ostrog (llac Onega), s'hi ha trobat restes de gravats d'animals, escultures d'os, terrissa i figures femenines esquemàtiques.
Poc després hi arribaren les tribus finoúgriques, Korela, Sum, Ves i Saami (Pol), procedents del Bàltic Oriental i Finlàndia (entre el 100 aC i el 100). Cap al 500 aC adoptaren el ferro, la ramaderia i l'agricultura. En el II mil·lenni aC els carelians ocupaven l'istme de Carèlia i el nord del llac Làdoga, els vepses ocupaven el territori entre els llacs Onega i Làdoga, i els lapons tot el nord. Tanmateix, una fracció dels carelians, anomenats kvans, emigrà cap al nord de la península Escandinava. I durant l'edat mitjana assoliren fama de bandolers, de fer pillatges i ser salvatges. Posteriorment, s'establiren a les platges del golf de Bòtnia i el mar Blanc.
El II-I mil·lenni aC s'hi desenvoluparia una cultura que englobava neolític, bronze i ferro. La part neolítica es caracteritzà pels estris fets de pissarra i quars, terrisseria fina de tipus sperring (nom d'una vila finesa on fou trobat per primer cop) a l'estil del Volga i l'Okà. El II-I mil·lenni decaigueren els estris de pedra i augmentaren les terrisses de fang barrejat amb asbest. A finals del II mil·lenni també s'hi ha trobat articles de coure, i el ferro d'ençà el IV-III segles aC. Potser eren protofinesos barrejats amb lapons.
Per veure la història de Carèlia del 1920 al 1990, vegeu RSSA de Carèlia i RSS Carelo-Finlandesa.
Des del 1990 s'ha fet esforços per a reactivar la literatura careliana i l'ensenyament en carelià. El 9 d'agost del 1990 les autoritats de la República declararen la Sobirania de Carèlia, i el 13 de novembre del 1991 deixà de dir-se RSSA de Carèlia per anomenar-se República de Carèlia. El 31 de març del 1992 va signar el Tractat de la Federació Russa, i el novembre es va celebrar el Primer Congrés de Finesos, Carelians i Vepses. El 1994 adoptaren una nova constitució.
El 1995 el Banc Mundial decideix invertir més de 30 milions de dòlars en infraestructures al país, però així i tot el 1996 l'atur augmentà moltíssim (al 9%). El 1997 també entrà en crisi la indústria fustera, cosa que provocà un fort ensurt financer, i endemés les autoritats republicanes s'enfrontaren al govern central per la competència de les lleis.
A les eleccions del 1998 Sergei Katanandov, alcalde de Petrozavodsk, amb suport dels liberals, de la Nash Dom Rossija i de l'alcalde de Moscou Luzhov, venç qui era primer ministre, el comunista Viktor Stepanov, amb el 49,5% dels vots contra el 43,5%.

## Política

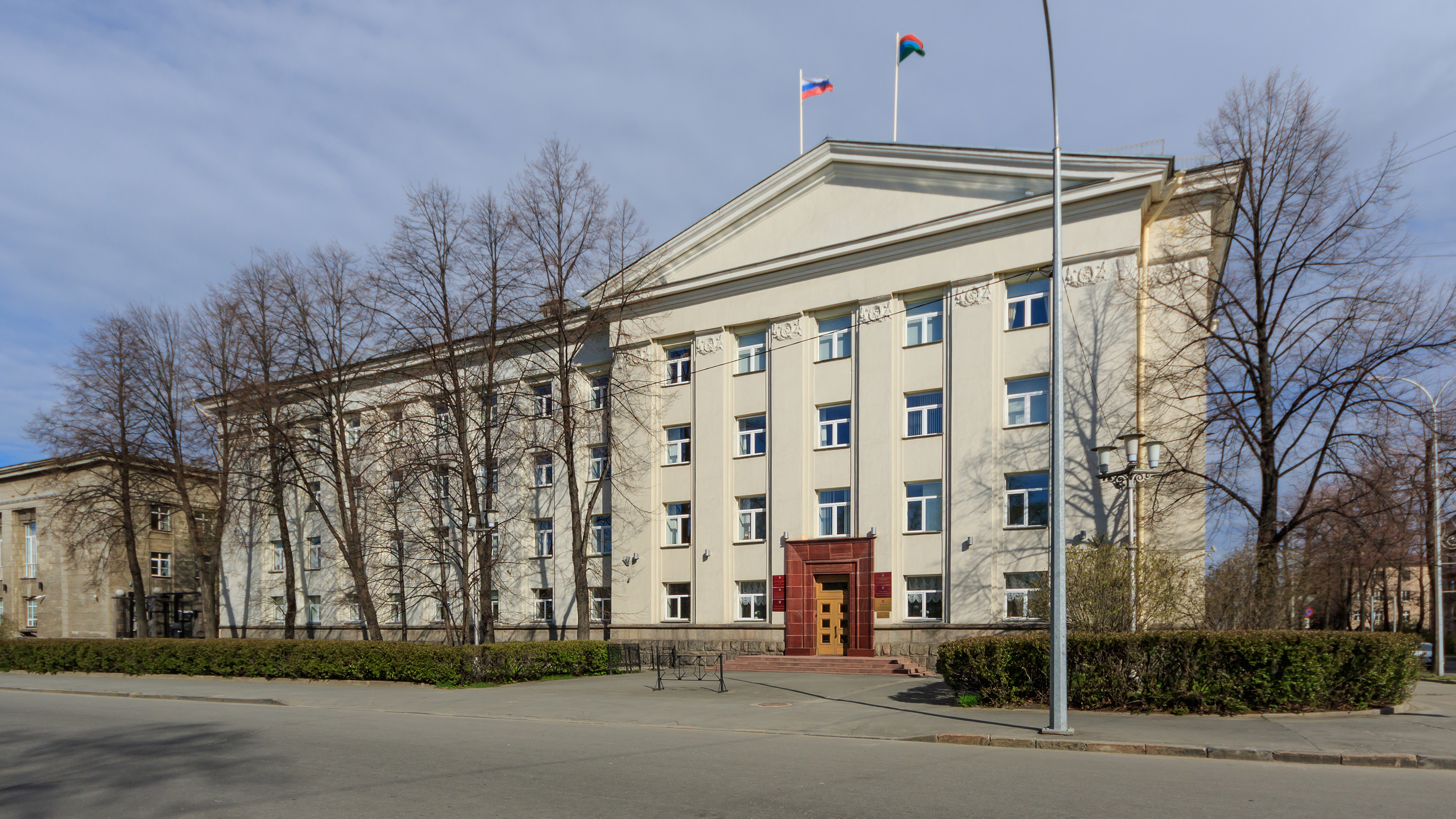
Edifici de l'Assemblea Legislativa (Parlament de Carèlia) a Petrozavodsk

La màxima autoritat executiva de la República de Carèlia és el cap de la República. El cap de la República és Artur Parfenchikov, que va ser elegit el febrer de 2017 i posteriorment reelegit el 2022 .
El parlament de la República de Carèlia és l'Assemblea Legislativa formada per 36 diputats elegits per a un mandat de quatre anys.
La Constitució de la República de Carèlia es va aprovar el 12 de febrer de 2001.

### Legislatura
L'Assemblea Legislativa de la República de Carèlia és un òrgan permanent i l'únic cos legislatiu del poder estatal a la República de Carèlia. Des de l'any 2016, està format per 36 diputats elegits pels habitants de la república segons un sistema electoral mixt: 18 diputats segons llistes de partit (sistema proporcional), i 18 en districtes uninominals (sistema majoritari) basat en universal, igualitària i sufragi directe per vot secret. El mandat dels diputats d'una convocatòria és de cinc anys.
La 7a convocatòria es va escollir el setembre del 2021 i s'allargarà fins al 2026. Dels 36 diputats, 22 són de Rússia Unida, 4 del Partit Comunista de la Federació Russa, 2 del Partit Liberal Democràtic de Rússia, 4 de Rússia Justa, 2 de Iàbloko, 1 de Gent Nova i 1 del Partit dels Pensionistes. Elissan Shandalovich (Rússia Unida) va ser elegit president. Igor Zubarev (Rússia Unida) va ser elegit representant de l'Assemblea Legislativa al Consell de la Federació.

### Executiu
El poder executiu l'exerceix:

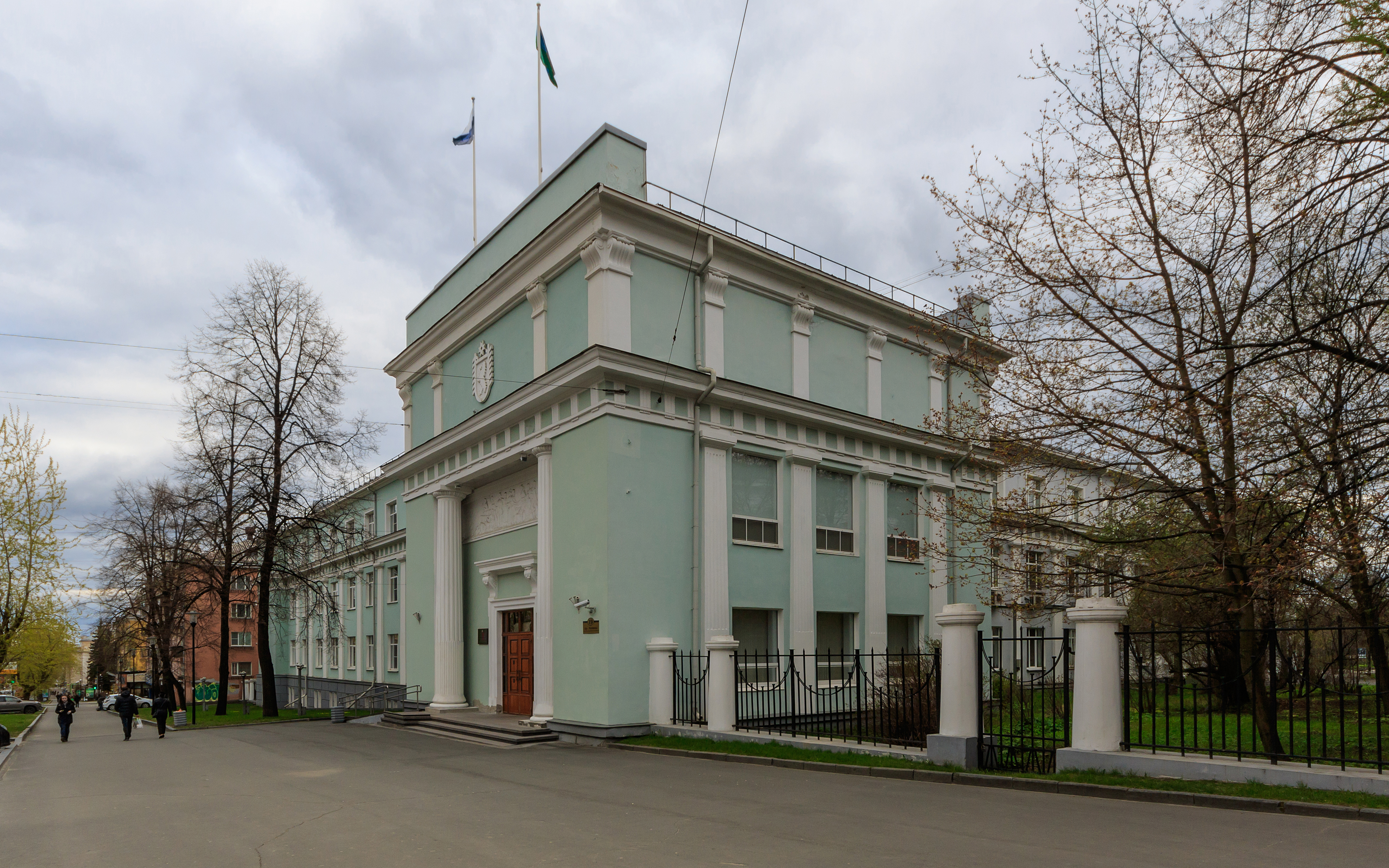
Edifici governamental a Petrozavodsk

- El cap de la República de Carèlia, el màxim funcionari de la República de Carèlia,
- El Govern de la República de Carèlia, encapçalat pel Cap de la República, l'òrgan executiu suprem permanent del poder estatal de la República de Carèlia,
- Altres autoritats executives.

El cap de la República és elegit pels habitants de la república sobre la base del sufragi universal, igual i directe per votació secreta. El mandat és de 5 anys i una persona no pot exercir el càrrec més de dos mandats consecutius.
L'actual cap de la república és Artur Parfenchikov (nomenat pel president Vladimir Putin el 15 de febrer de 2017; el 10 de setembre de 2017, va ser elegit a les eleccions pel partit Rússia Unida). Alexander Rakitin ha estat designat com a representant al Consell de la Federació.

### Partits polítics
A partir de l'1 de març de 2010, set partits polítics russos tenien les seves seus regionals a la República de Carèlia: Rússia Unida, Partit Comunista de la Federació Russa, Patriotes de Rússia, Una Rússia Justa, Partit Liberal Democràtic de Rússia, Yabloko i Causa Justa. El moviment sociopolític de la Unió Democràtica Popular Russa també té la seva pròpia branca regional.

## Demografia
Població: 533.121 habitants (Cens de 2021) 

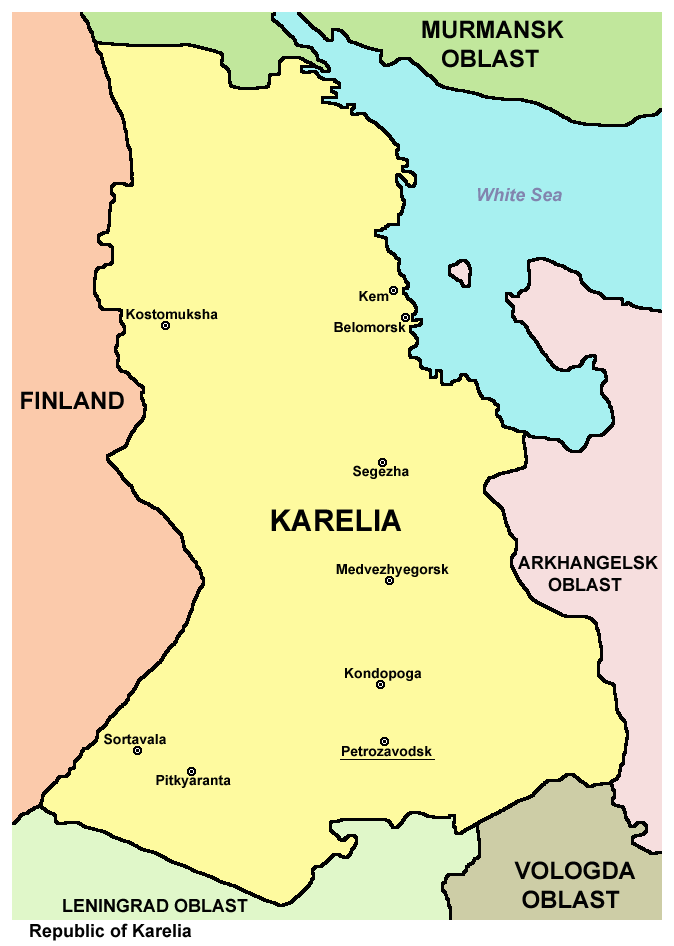
Ciutats més grans de la República de Carèlia.

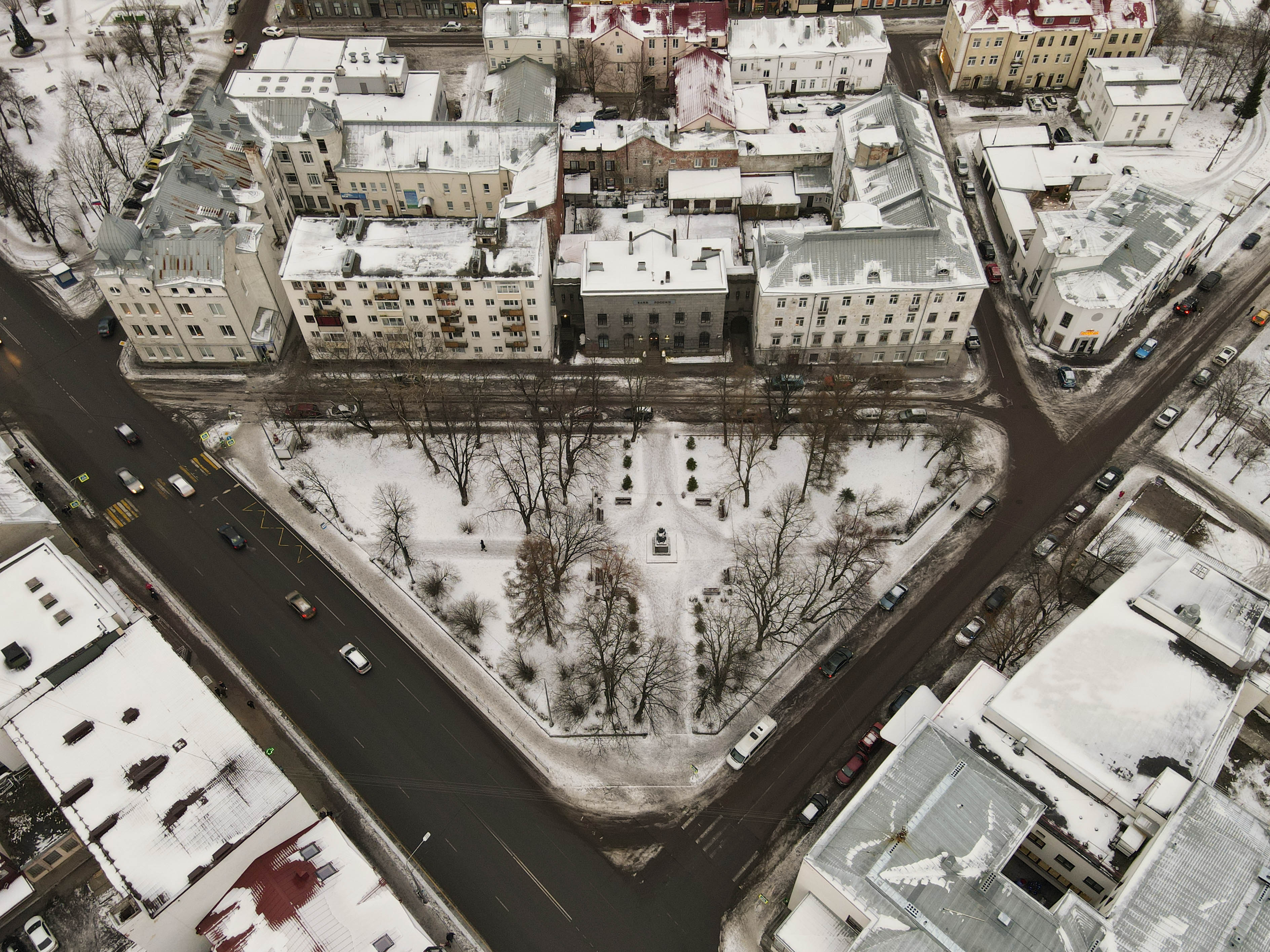
Poble de Sortavala

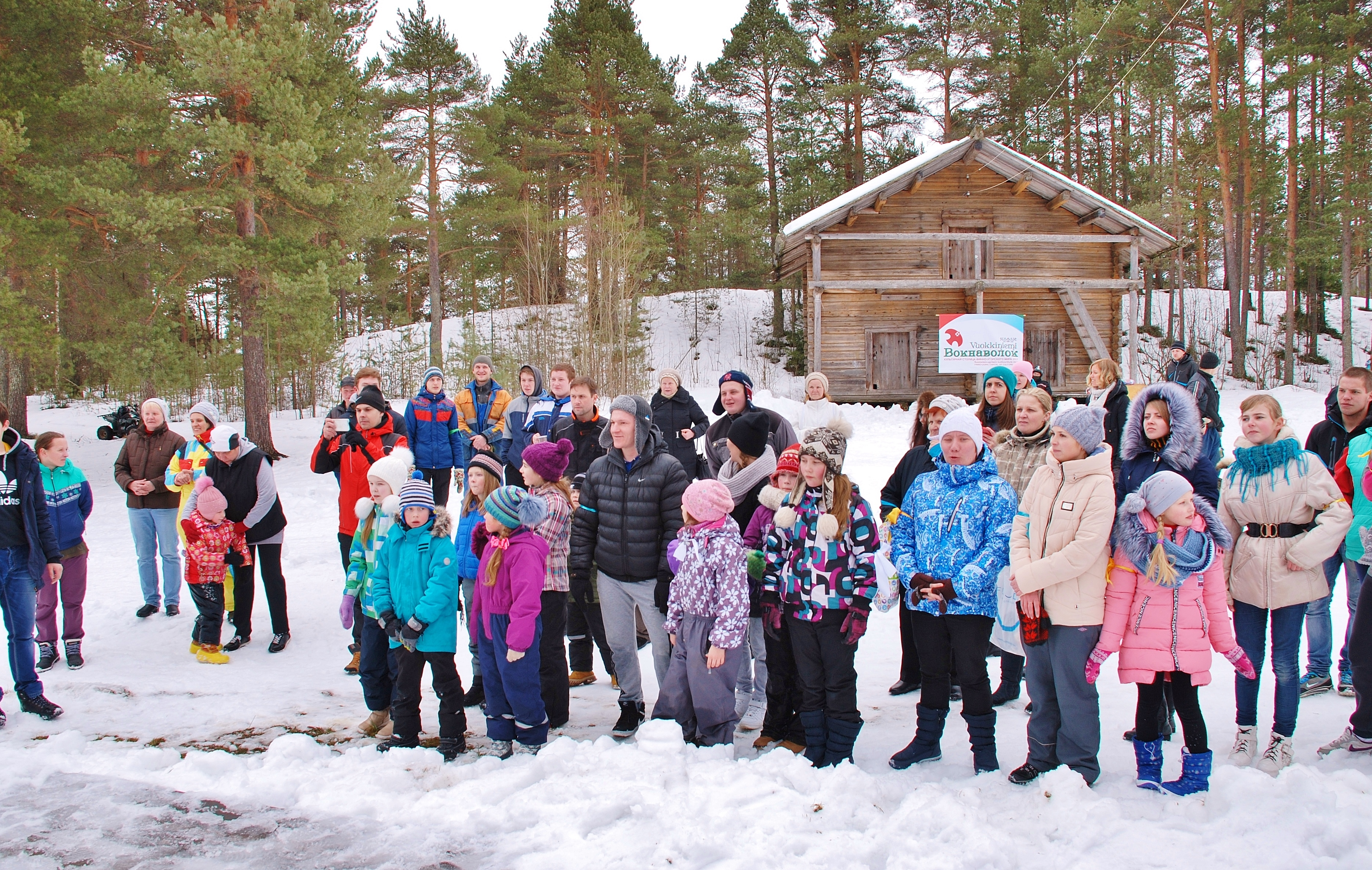
Poble de Voknavolok (Vuokkiniemi).

|      | Població Mitjana (×1,000) | Naixements | Defuncions | Canvi natural | Taxa bruta de natalitat (per 1,000) | Taxa bruta de mortalitat (per 1,000) | Canvi natural (per 1,000) | Taxa de Fertilitat |
| ---- | ------------------------- | ---------- | ---------- | ------------- | ----------------------------------- | ------------------------------------ | ------------------------- | ------------------ |
| 1870 | 200                       |            |            |               |                                     |                                      |                           |                    |
| 1903 | 395                       |            |            |               |                                     |                                      |                           |                    |
| 1906 | 364                       |            |            |               |                                     |                                      |                           |                    |
| 1910 | 400                       |            |            |               |                                     |                                      |                           |                    |
| 1913 | 444                       |            |            |               |                                     |                                      |                           |                    |
| 1970 | 714                       | 11.346     | 5.333      | 6.013         | 15,9                                | 7,5                                  | 8,4                       |                    |
| 1975 | 723                       | 12.748     | 6.086      | 6.662         | 17,6                                | 8,4                                  | 9,2                       |                    |
| 1980 | 741                       | 12,275     | 7,374      | 4,901         | 16.6                                | 10.0                                 | 6.6                       |                    |
| 1985 | 770                       | 13,201     | 8,205      | 4,996         | 17.1                                | 10.7                                 | 6.5                       |                    |
| 1990 | 792                       | 10,553     | 8,072      | 2,481         | 13.3                                | 10.2                                 | 3.1                       | 1.87               |
| 1991 | 790                       | 8,982      | 8,305      | 677           | 11.4                                | 10.5                                 | 0.9                       | 1.62               |
| 1992 | 788                       | 7,969      | 9,834      | −1,865        | 10.1                                | 12.5                                 | −2.4                      | 1.46               |
| 1993 | 782                       | 7,003      | 11,817     | −4,814        | 9.0                                 | 15.1                                 | −6.2                      | 1.30               |
| 1994 | 774                       | 6,800      | 13,325     | −6,525        | 8.8                                 | 17.2                                 | −8.4                      | 1.26               |
| 1995 | 767                       | 6,729      | 12,845     | −6,116        | 8.8                                 | 16.7                                 | −8.0                      | 1.24               |
| 1996 | 760                       | 6,461      | 11,192     | −4,731        | 8.5                                 | 14.7                                 | −6.2                      | 1.19               |
| 1997 | 753                       | 6,230      | 10,306     | −4,076        | 8.3                                 | 13.7                                 | −5.4                      | 1.15               |
| 1998 | 747                       | 6,382      | 10,285     | −3,903        | 8.5                                 | 13.8                                 | −5.2                      | 1.18               |
| 1999 | 740                       | 6,054      | 11,612     | −5,558        | 8.2                                 | 15.7                                 | −7.5                      | 1.12               |
| 2000 | 732                       | 6,374      | 12,083     | −5,709        | 8.7                                 | 16.5                                 | −7.8                      | 1.18               |
| 2001 | 725                       | 6,833      | 12,597     | −5,764        | 9.4                                 | 17.4                                 | −7.9                      | 1.25               |
| 2002 | 717                       | 7,247      | 13,435     | −6,188        | 10.1                                | 18.7                                 | −8.6                      | 1.33               |
| 2003 | 707                       | 7,290      | 14,141     | −6,851        | 10.3                                | 20.0                                 | −9.7                      | 1.32               |
| 2004 | 696                       | 7,320      | 13,092     | −5,772        | 10.5                                | 18.8                                 | −8.3                      | 1.31               |
| 2005 | 686                       | 6,952      | 12,649     | −5,697        | 10.1                                | 18.4                                 | −8.3                      | 1.24               |
| 2006 | 676                       | 6,938      | 11,716     | −4,778        | 10.3                                | 17.3                                 | −7.1                      | 1.22               |
| 2007 | 667                       | 7,319      | 11,007     | −3,688        | 11.0                                | 16.5                                 | −5.5                      | 1.28               |
| 2008 | 659                       | 7,682      | 11,134     | −3,452        | 11.7                                | 16.9                                 | −5.2                      | 1.35               |
| 2009 | 651                       | 7,884      | 10,599     | −2,715        | 12.1                                | 16.3                                 | −4.2                      | 1.58               |
| 2010 | 644                       | 7,821      | 10,471     | −2,650        | 12.1                                | 16.2                                 | −4.1                      | 1.58               |
| 2011 | 641                       | 7,711      | 9,479      | −1,768        | 12.0                                | 14.7                                 | −2.7                      | 1.60               |
| 2012 | 640                       | 8,027      | 9,804      | −1,777        | 12.6                                | 15.4                                 | −2.8                      | 1.71               |
| 2013 | 636                       | 7,553      | 9,285      | −1,732        | 11.9                                | 14.6                                 | −2.7                      | 1.65               |
| 2014 | 634                       | 7,816      | 9,245      | −1,429        | 12.3                                | 14.6                                 | −2.3                      | 1.74               |
| 2015 | 631                       | 7,731      | 9,648      | −1,917        | 12.2                                | 15.3                                 | −3.1                      | 1.76(e)            |

### Grups ètnics
Segons el cens de 2021, els russos ètnics representen el 86,4% de la població de la república, els carelians el 5,5%. Altres grups inclouen els belarussos (2,0%), ucraïnesos (1,2%), finlandesos (0,7%), vepsians (0,5%) i una sèrie de grups més petits, cadascun representant menys del 0,5% de la població total.
| Grups Ètnics | Cens de 1926 | Cens de 1926 | Cens de 1939 | Cens de 1939 | Cens de 1959 | Cens de 1959 | Cens de 1970 | Cens de 1970 | Cens de 1979 | Cens de 1979 | Cens de 1989 | Cens de 1989 | Cens de 2002 | Cens de 2002 | Cens de 2010 | Cens de 2010 | Cens de 20211 | Cens de 20211 |
| Grups Ètnics | Nombre       | %            | Nombre       | %            | Nombre       | %            | Nombre       | %            | Nombre       | %            | Nombre       | %            | Nombre       | %            | Nombre       | %            | Nombre        | %             |
| --- | ------------ | ------------ | ------------ | ------------ | ------------ | ------------ | ------------ | ------------ | ------------ | ------------ | ------------ | ------------ | ------------ | ------------ | ------------ | ------------ | ------------- | ------------- |
| Russos | 153,967      | 57.2%        | 296,529      | 63.2%        | 412,773      | 62.7%        | 486,198      | 68.1%        | 522,230      | 71.3%        | 581,571      | 73.6%        | 548,941      | 76.6%        | 507,654      | 82.2%        | 407,469       | 86.4%         |
| Carelians | 100,781      | 37.4%        | 108,571      | 23.2%        | 85,473       | 13.0%        | 84,180       | 11.8%        | 81,274       | 11.1%        | 78,928       | 10.0%        | 65,651       | 9.2%         | 45,570       | 7.4%         | 25,901        | 5.5%          |
| Belarussos | 555          | 0.2%         | 4,263        | 0.9%         | 71,900       | 10.9%        | 66,410       | 9.3%         | 59,394       | 8.1%         | 55,530       | 7.0%         | 37,681       | 5.3%         | 23,345       | 3.8%         | 9,372         | 2.0%          |
| Ucraïnesos | 708          | 0.3%         | 21,112       | 4.5%         | 23,569       | 3.6%         | 27,440       | 3.8%         | 23,765       | 3.2%         | 28,242       | 3.6%         | 19,248       | 2.7%         | 12,677       | 2.0%         | 5,579         | 1.2%          |
| Finesos | 2,544        | 0.9%         | 8,322        | 1.8%         | 27,829       | 4.2%         | 22,174       | 3.1%         | 20,099       | 2.7%         | 18,420       | 2.3%         | 14,156       | 2.0%         | 8,577        | 1.4%         | 3,397         | 0.7%          |
| Vepses | 8,587        | 3.2%         | 9,392        | 2.0%         | 7,179        | 1.1%         | 6,323        | 0.9%         | 5,864        | 0.8%         | 5,954        | 0.8%         | 4,870        | 0.7%         | 3,423        | 0.5%         | 2,471         | 0.5%          |
| Altres | 2,194        | 0.8%         | 20,709       | 4.4%         | 29,869       | 4.5%         | 20,726       | 2.9%         | 19,565       | 2.7%         | 21,505       | 2.7%         | 25,734       | 3.6%         | 16,422       | 2.7%         | 17,434        | 3.7%          |
| 1 61,498 persones estaven registrades a partir de bases de dades administratives i no podien declarar una ètnia. S'estima que la proporció d'ètnies en aquest grup és la mateixa que la del grup declarat. |              |              |              |              |              |              |              |              |              |              |              |              |              |              |              |              |               |               |

### Idiomes

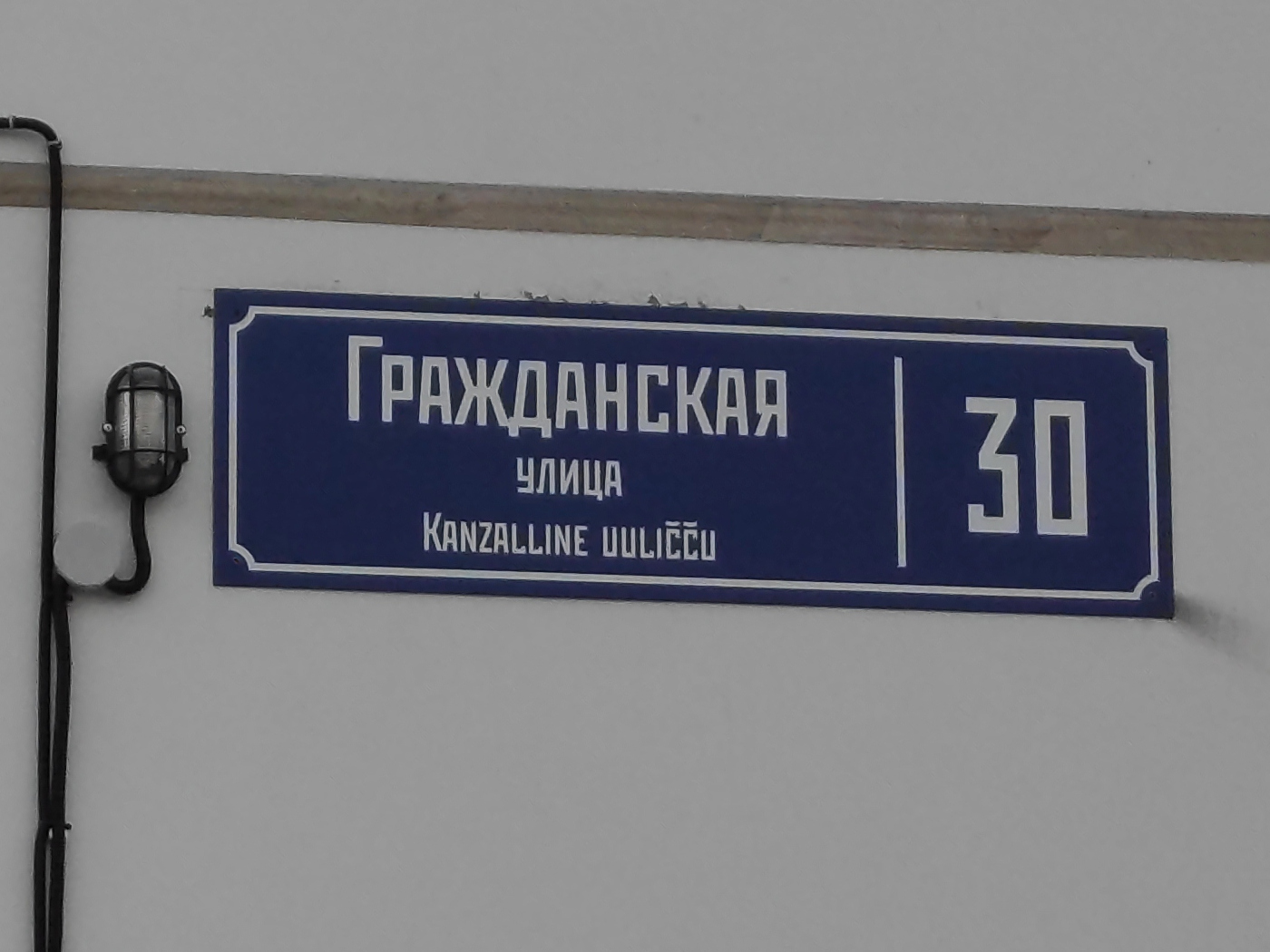
Un cartell de carrer bilingüe a Petrozavodsk

Actualment el rus és l'única llengua oficial de la república. El carelià, el vepse i el finès són llengües oficialment reconegudes per la república des del 2004, i tenen el suport de iure del govern. A principis de la dècada del 2000 es van crear nius en llengua careliana i vepse a Petrozavodsk, Kalevala, Tuksa i Sheltozero, però més tard es van tancar. Ara les llengües natives de Carelia tenen poc suport del govern.
El finès va ser la segona llengua oficial de Carèlia des de la creació de la Comuna Laboral de Carèlia fins a la dissolució de la Unió Soviètica. A partir d'aleshores hi va haver suggeriments per elevar el careli com a segona llengua oficial, però van ser rebutjats repetidament.

### Religió
Els carelians han estat tradicionalment ortodoxos orientals. El luteranisme es va seguir a Carèlia durant la conquesta de Carèlia per Suècia i era comú a les regions que llavors pertanyien a Finlàndia. Actualment els luterans es poden trobar a la majoria dels grans assentaments, però segueixen sent una minoria.
Els catòlics tenen una parròquia a Petrozavodsk.
La comunitat religiosa jueva de Petrozavodsk es va registrar el 1997.
Els musulmans de Carèlia es van organitzar en la muftiat de Carelia el 2001.
Segons una enquesta de 2012, el 27% de la població de Carèlia s'adhereix a l'Església Ortodoxa Russa, el 2% són cristians no afiliats i l'1% són membres d'esglésies protestants. A més, el 44% de la població es va declarar "espiritual però no religiosa", el 18% és ateu, i el 8% segueix altres religions o no va respondre a la pregunta.

## Economia

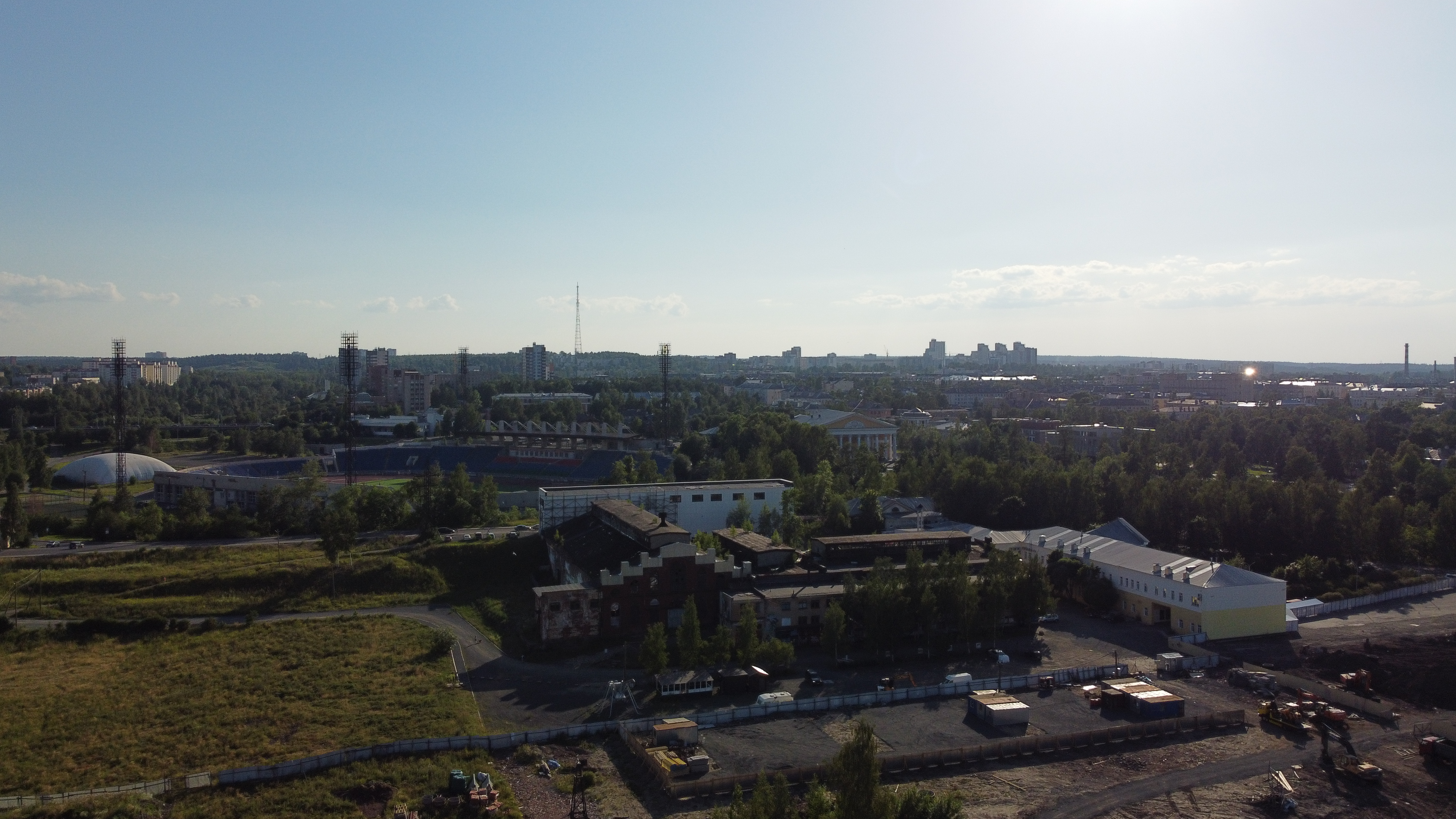
Les restes de la Planta de Tractors Onega

L'economia de Carèlia es basa en la silvicultura, la mineria, el turisme, l'agricultura, la pesca i la indústria paperera.
Tot i ser el 0,4% de la població de Rússia, el 65-70% de tota la truita de riu russa es conrea a la República, el 26% de pellets de mena de ferro, el 20% de paper, el 12% de pasta de fusta i cel·lulosa.
El producte regional brut (PRB) de Carèlia el 2007 va ser de 109.500 milions de rubles. El GRP de l'economia de Carelia el 2010 es va estimar en 127.733,8 milions de rubles. El PRB de Carèlia el 2021 va ser de 176 mil milions de rubles. Això suposa 291.841 rubles per càpita, que és inferior a la mitjana nacional.
En l'estructura del producte regional brut l'any 2017, els principals tipus d'activitat econòmica van ser: la mineria: 17,6%; indústries manufactureres:16,9%; transport i emmagatzematge: 11,8%; comerç a l'engròs i al detall; reparació de vehicles de motor i motocicletes: 9,8%; administració pública i seguretat militar; seguretat social – 8,7%.
L'any 2007 es va construir un enllaç de cable de fibra òptica que connectava el finlandès Kuhmo i el carèli Kostomuksha, proporcionant telecomunicacions ràpides.

### Turisme

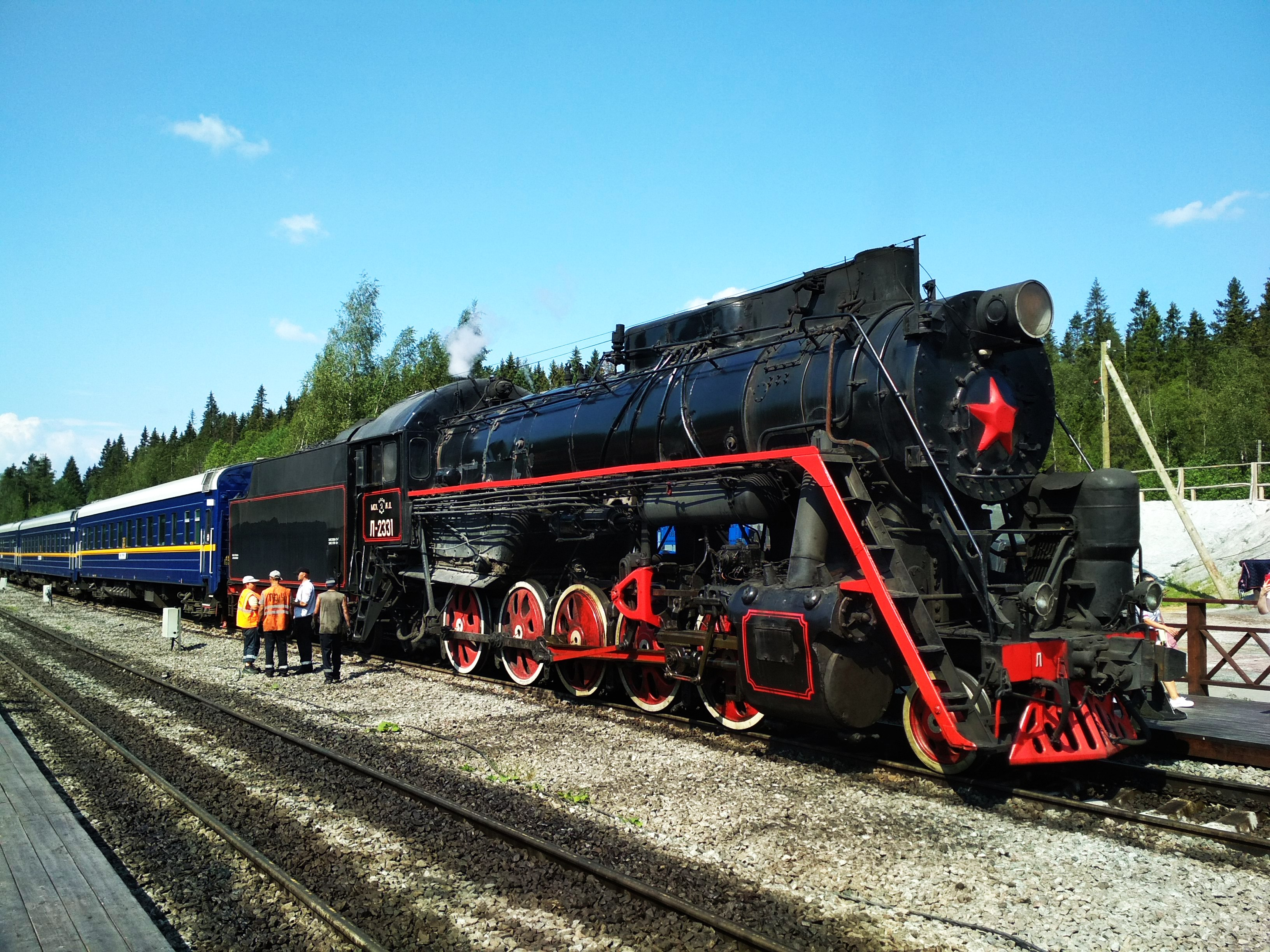
Museu del Ruskeala Express

Carèlia és una destinació popular pel turisme internacional i nacional.
Els tipus de turisme tradicional, cultural i ecològic són els mès populars entre els turistes.
Carèlia atrau eco-turistes amb la seva natura i la baixa densitat de població. Durant l'estiu, el turisme aquàtic també és popular entre molts turistes.
El turisme cultural també és una part important de l'economia turística de Carèlia. La regió atrau molts turistes amb la seva arquitectura de fusta, cultura local i tradicions carelianes i fineses.
Carèlia també té el primer balneari rus: Martial Waters (1719).

### Comerç exterior
L'economia de Carèlia està orientada a l'exportació. Pel volum d'exportacions per càpita, Carèlia es troba entre les principals regions exportadores de Rússia. Més del 50% dels productes manufacturats (i fins al 100% en diverses indústries) s'exporten a l'exterior.
Els principals socis exportadors de la República l'any 2001 van ser Finlàndia (32% de les exportacions totals), Alemanya (7%), els Països Baixos (7%) i el Regne Unit (6%). Els principals productes d'exportació van ser fusta (més del 50%), palets de mena de ferro (13-15%) paper i cartró (6-9%) i fusta serrada amb (5-7%). Moltes de les empreses de Carèlia han rebut inversions de Finlàndia.

## Transport

### Ferrocarril

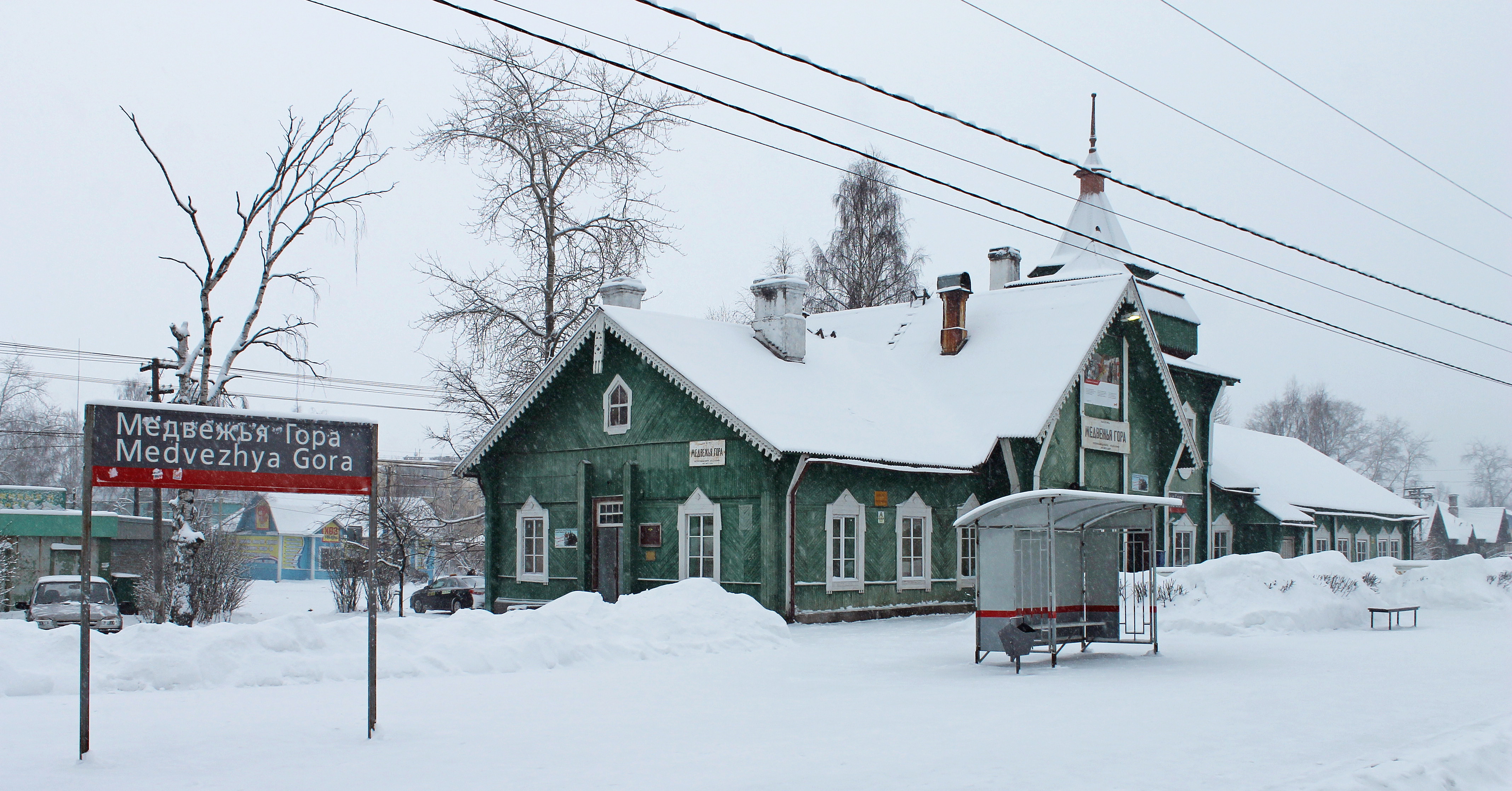
Estació de tren a Medvezhyegorsk

Carèlia és una regió ferroviària estratègicament important pel fet que connecta la regió de Múrmansk amb la resta de Rússia mitjançant el ferrocarril Kirov, que va ser electrificat l'any 2005.
En total, Carelia té 1915 km de ferrocarrils.

### Connexions aquàtiques

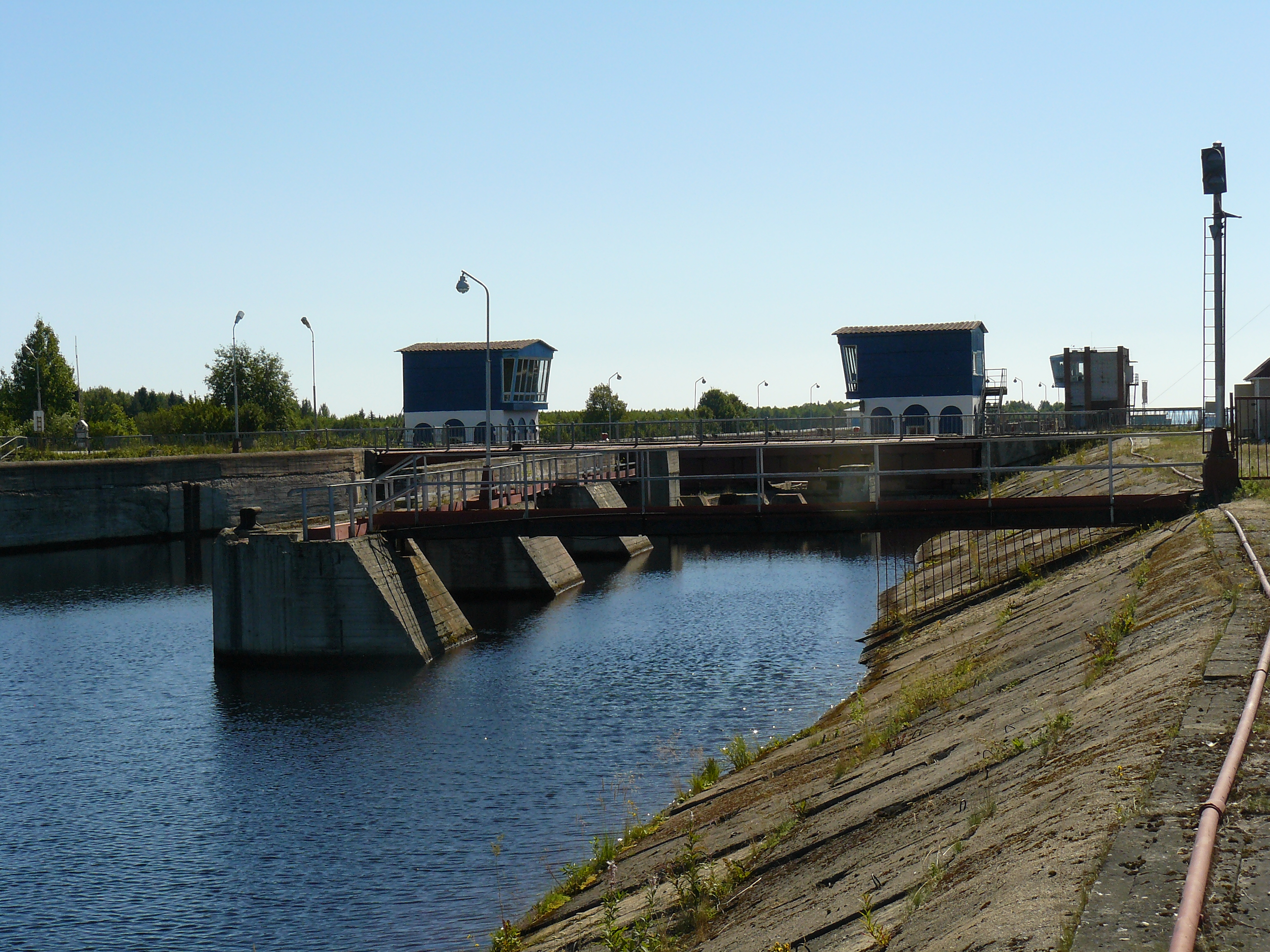
Canal Mar Blanc-Bàltic

Les connexions aquàtiques connecten Carèlia amb els mars de Barents, Bàltic, Negre, Blanc i Caspi.

### Autopistes

Carretera R-21

L' autopista R-21 "Kola" creua Carèlia i connecta la regió de Múrmansk i el port de Múrmansk amb Sant Petersburg i Moscou.
L'autopista europea E105 passa per Carèlia.
Altres carreteres connecten Finlàndia amb els districtes Carelians de Louhsky Värtsilä i Kostomuksha.
Moltes de les carreteres de Carèlia encara no s'han pavimentat.

### Transport aeri

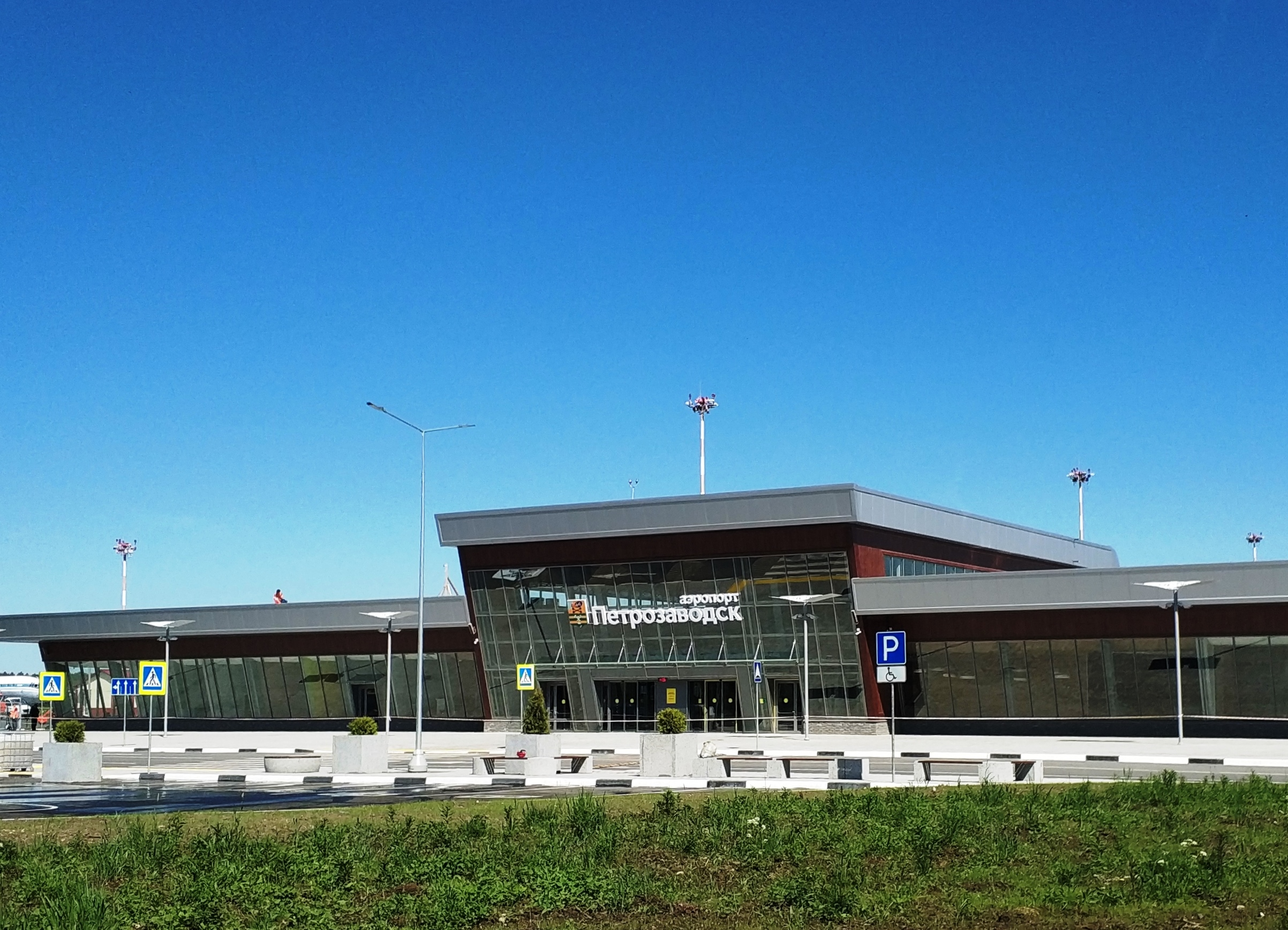
Aeroport de Petrozavodsk

L'aeroport de Petrozavodsk és l'únic aeroport que funciona a Carèlia des del 2022.
Hi ha altres heliports, com ara Kalevala o Kostomuksha, però no són gaire utilitzats.

## Cultura
Carèlia és una regió molt diversa culturalment que va ser influenciada per les cultures ugrofinès, eslava i escandinava. El principal factor unificador en la formació de la cultura de la regió va ser la religió ortodoxa.
Avui dia s'està fent molt a la República de Carèlia per donar suport als interessos de més de 100 nacionalitats que l'habiten, inclosos els carelians, els vepses i els finlandesos. S'han registrat més de 60 associacions públiques nacionals: sindicats, congressos, moviments populars, autonomies, societats d'amistat, societats culturals. Hi ha un programa d'objectiu regional «Carèlia — el territori del consentiment», un programa d'objectiu republicà de «Suport estatal de les llengües careliana, vepsa i finlandesa», s'ha creat un consell públic per coordinar la implementació d'aquests programes.

### Literatura

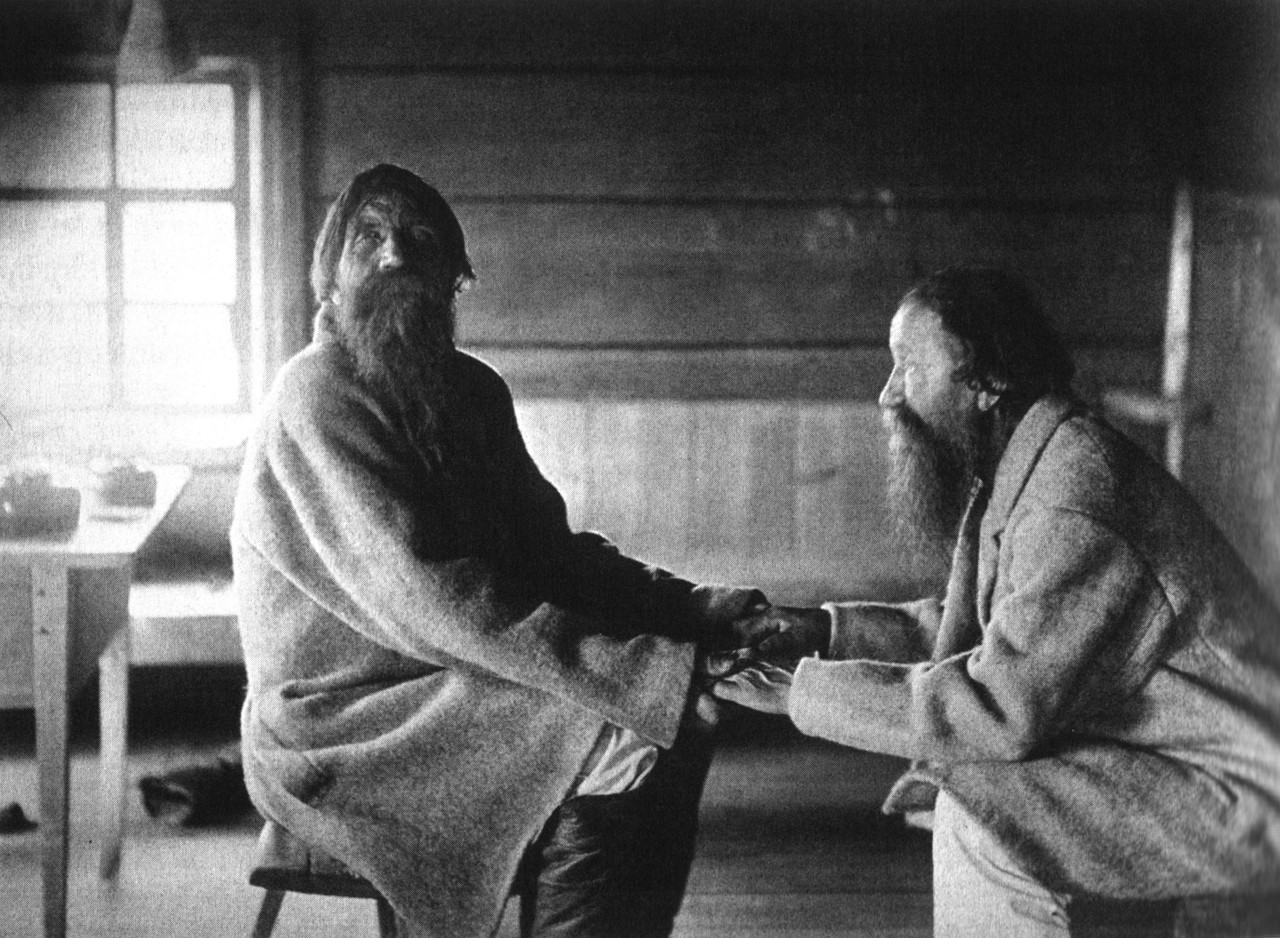
Cantants de runes de Kalevala

Carèlia de vegades s'anomena "les terres de les cançons", ja que els poemes de Carèlia constitueixen la major part de l'èpica karelo-finlandesa Kalevala i molts dels Bilines russos es van documentar a Pudozh.
La literatura escrita de Carèlia es va formar a principis del segle xx. A la dècada de 1930 les llengües carèlia i vepsa van adquirir un sistema d'escriptura, però durant les repressions estalinistes es van cremar molts llibres en veps i carèli i es van deportar personalitats culturals.
Després de la creació de la Comuna Laboral de Carèlia, molts finlandesos americans i canadencs es van traslladar a Carèlia i van començar a crear una nova literatura. Molts carelians podien entendre el finès, així que alguns autors, com un dels escriptors carelians més famosos Antti Timonen, van començar a escriure en finès.

### Art
La història de l'art de Carèlia va començar amb els petroglifs, que es van crear fa uns 6.500 anys. Es van convertir en Patrimoni de la Humanitat per la UNESCO, catalogats el 2021.
Els pintors d'icones van ser els primers artistes professionals de Carèlia.
Carèlia s'ha convertit en una font d'inspiració per a molts artistes famosos dels segles XIX i XX, com ara: Ivan Xixkin, Arkhip Kuïndji i NK Roerich.
La formació de la pintura professional a Carèlia s'associa amb el nom de l'artista popular de la RSSC-F, VN Popov (1869-1945). El 1934 es va establir la Unió d'Artistes de l'RSS de Carèlia Autònoma, el primer president de la qual va ser elegit Yu. O. Rautanen, des de 2010 — la branca de Carelia de la «Unió d'Artistes de Rússia». Com a part del departament de Carèlia, hi ha una «Associació de Joves artistes i historiadors de l'art».

### Arquitectura

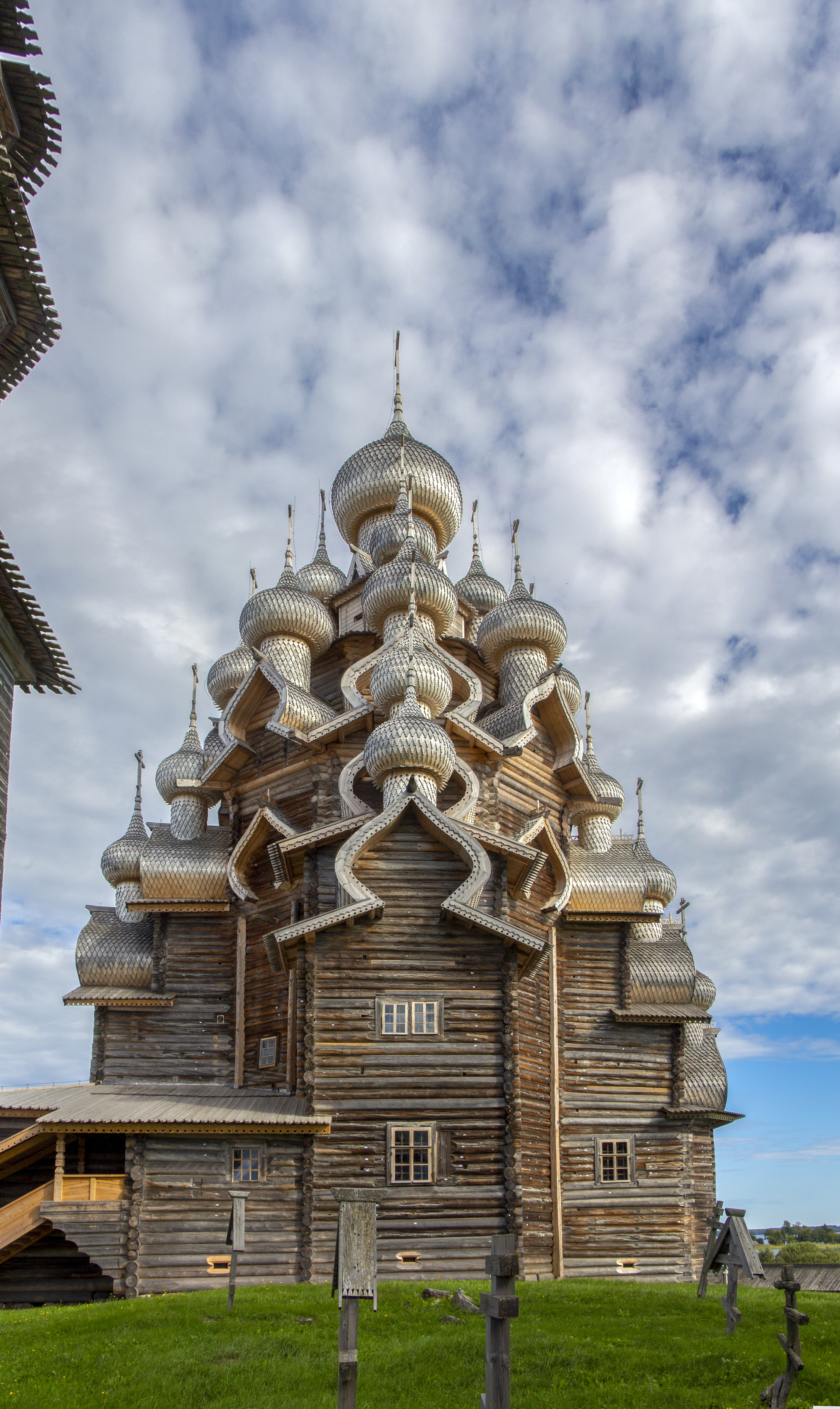
Església de la Transfiguració, Kijí

Carelia és famosa per la seva arquitectura de fusta. L'arquitectura de Carèlia es va desenvolupar sota la forta influència de l'arquitectura de Novgorod. Al Museu Kijí Pogost es recullen exemples d'arquitectura de Carèlia.
L'arquitectura de Carèlia posteriorment va ser influenciada pels finlandesos, especialment després de la creació de la Comuna Obrera de Carèlia.

### Música
Kantele és l'instrument musical tradicional de Carèlia més famós. A Kalevala, el mag Väinämöinen fa el primer kantele a partir de la mandíbula d'un lluç gegant i uns quants pèls del semental d'Hisi.
El 1933 es va fundar l'Orquestra Simfònica Filharmònica Estatal de Carèlia. En diferents anys, l'orquestra va pertànyer a la Ràdio i Televisió de Carèlia, del Ministeri de Cultura de Carèlia. Des de 1997, l'orquestra treballa com a part de la Filharmònica Estatal de Carèlia.

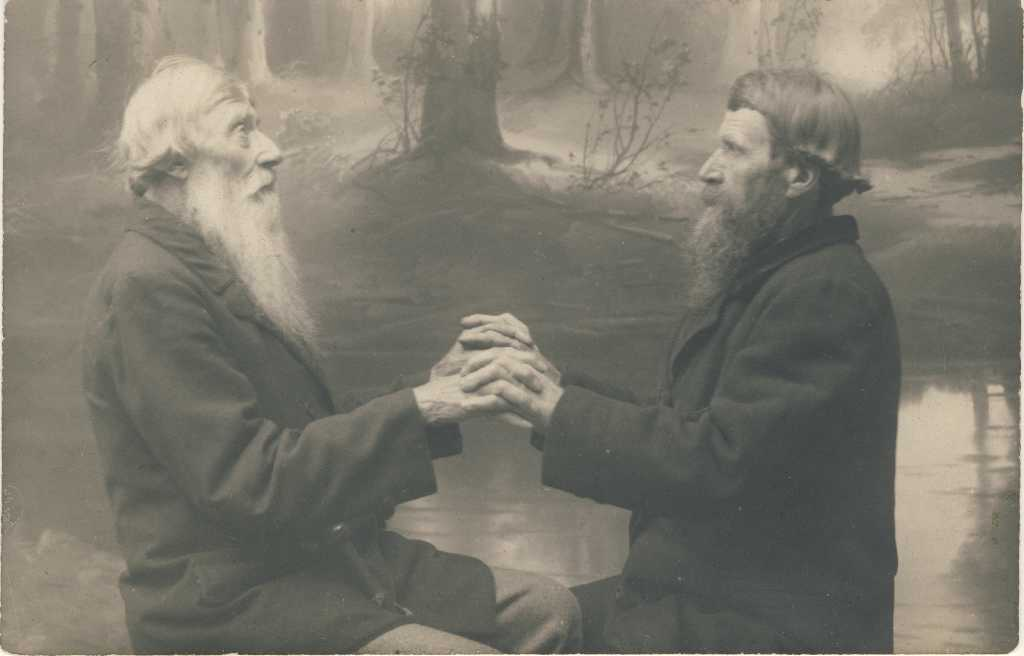
Cantants de runes de Carèlia

### Museus

#### Federal
- Museu històric, arquitectònic i etnogràfic estatal-reserva "Kijí"[54]

#### Republicà
- Museu Nacional de la República de Carèlia[55]
- Museu del Front de Carèlia a Belomorsk[56]
- Museu d'Etnografia de Lonin Veps (sucursal)
- Museu «Aigües Marcials» (sucursal del Museu Nacional de la República de Carèlia)
- "Recerca Valaam, Església-Museu Arqueològic i Natural-Reserva"
- Museu de Belles Arts de la República de Carèlia[55][57]

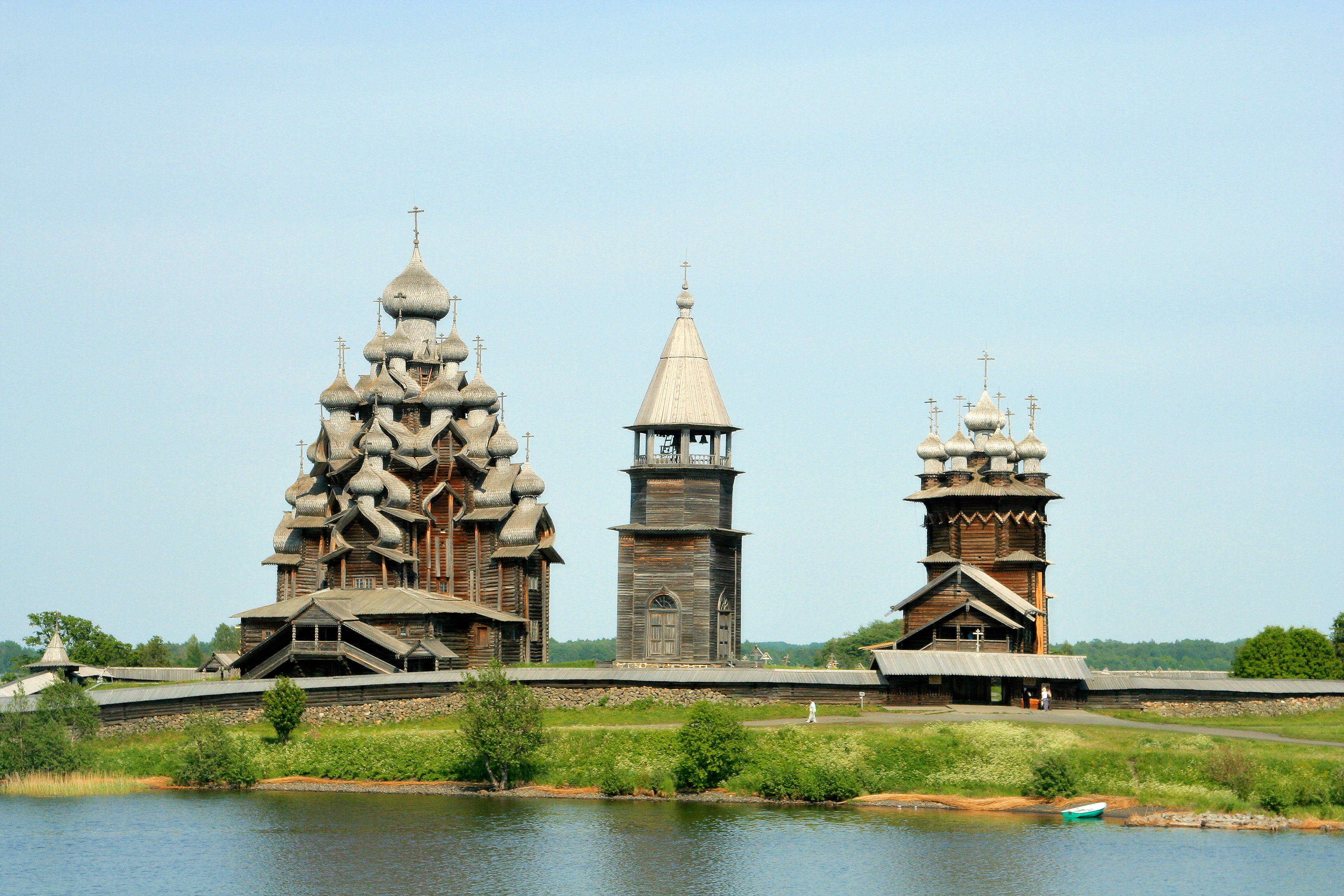
Museu-Reserva Estatal Històric, Arquitectònic i Etnogràfic «Kizhi».

- Museu-Reserva Estatal Històric, Arquitectònic i Etnogràfic «Kizhi».Museu d'Història de l'Educació Pública de la República de Carèlia[58]

### Festivitats
Juntament amb els dies festius russos, Carèlia té els seus dies festius oficials així com dies festius no oficials.

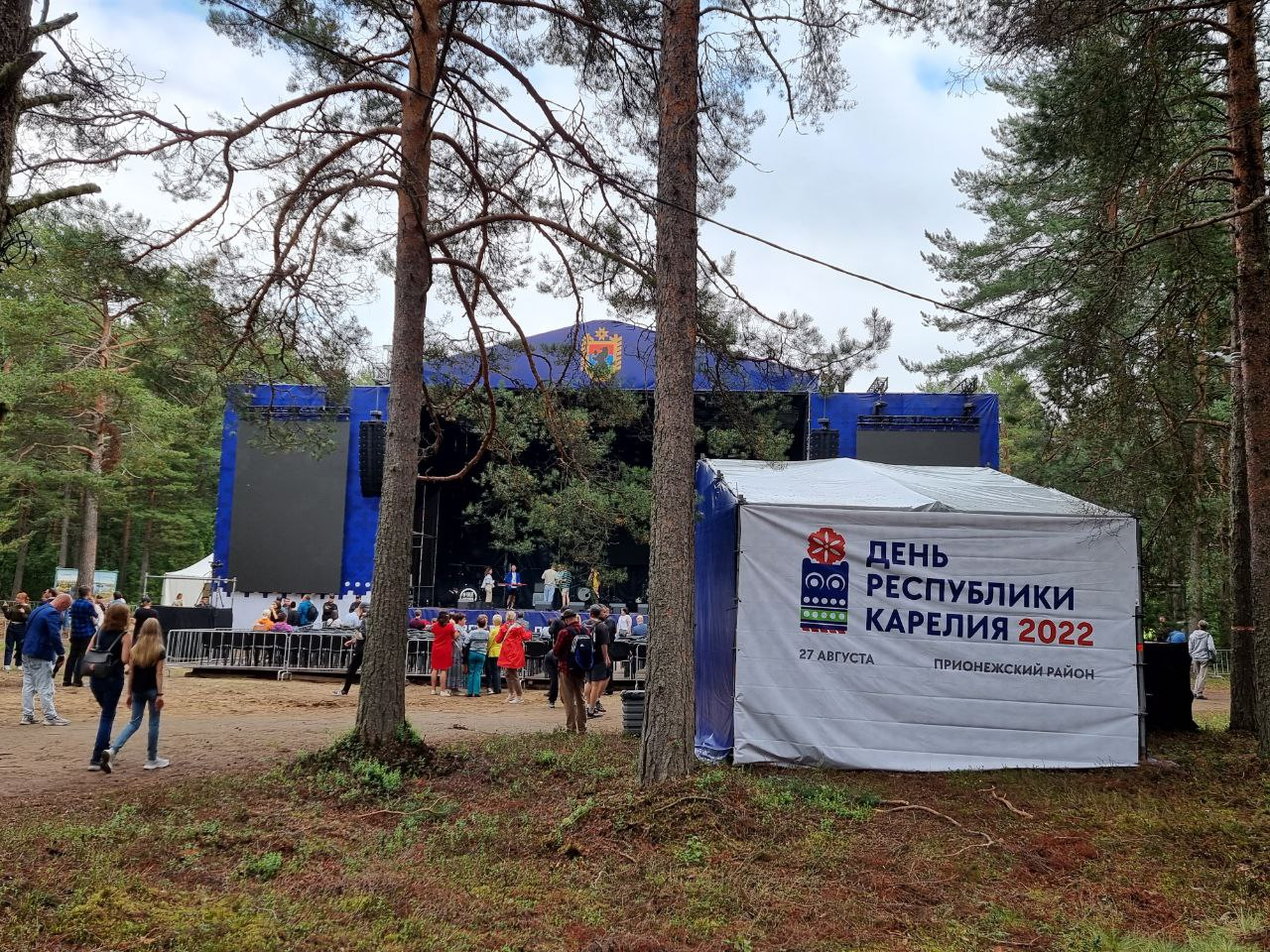
Dia de la República, 2022

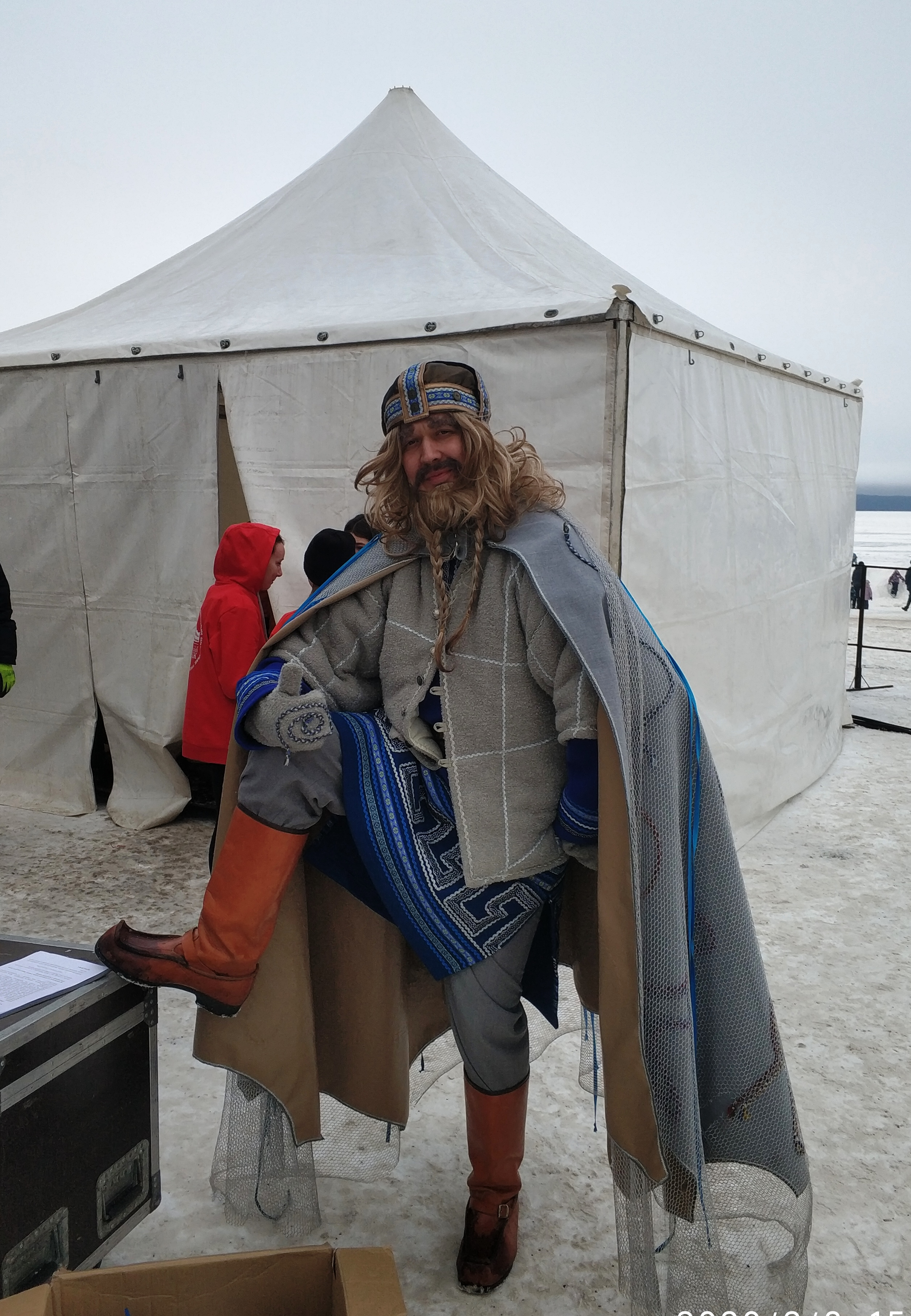
Festival de la Hiperbòrea a Petrozavodsk

| Data                      | Nom                                                        | Nom rus                                             | Observacions                                                                                            |
| ------------------------- | ---------------------------------------------------------- | --------------------------------------------------- | --- |
| 18 d'abril                | Dia dels Bombers de la República de Carèlia                | День пожарной охраны Республики Карелия             | La festa de celebració de la defensa contra incendis de Carèlia es va fer oficial el 1998.              |
| 31 de maig                | Dia dels treballadors culturals de la República de Carèlia | День работника культуры Республики Карелия          | Festa de celebració dels treballadors de Carèlia de la indústria cultural, es va fer oficial l'any 2000 |
| Estiu (oficial 8 de juny) | Diada de la República de Carèlia                           | День Республики Карелия                             | Festa de celebració de la creació de la comuna laboral de Carèlia, es va fer oficial el 1999            |
| 16 de setembre            | Dia de formació del moviment sindical a Carèlia            | День образования профсоюзного движения в Карелии    | Festa de celebració dels sindicats de Carèlia i dels drets dels treballadors, es va fer oficial el 2011 |
| 30 de setembre            | Dia de l'alliberament de Carèlia dels invasors feixistes   | День освобождения Карелии от фашистских захватчиков | Festa de celebració de l'alliberament de l'ocupació finlandesa durant la Segona Guerra Mundial          |

| Data                                                    | Nom                        | Nom de Carelia                                         | Nom rus                | Observacions                                               |
| ------------------------------------------------------- | -------------------------- | ------------------------------------------------------ | ---------------------- | ---------------------------------------------------------- |
| Del 7 al 18 de gener                                    | Festes religioses d'hivern | Vierissänkesk, Sv'atkat, Sunduma                       | Зимние святки          | Celebracions després de Nadal                              |
| 19 de gener                                             | Baptisme                   | Vieristä, Vieristy, Vederis                            | Крещение               | Preludi de Maslenitsa                                      |
| 6 de maig                                               | Diada de Sant Jordi        | Jyrin päivä, Jyrrinpäivy, Kevät Jyrgi                  | Егорьев день           |                                                            |
| 22 de maig                                              | Nikola Veshny              | Pyhä Miikkula, Miikkulan päivä, Miikkulanpäivy, Mikula | Никола Вешний          | Diada de Sant Nicolau                                      |
| Finals de juliol                                        | Bol d'Ukko                 | Ukon vakka                                             | Чаша Укко              | Antiga festa agrícola precristiana                         |
| 7 de juliol                                             | Dia de l'Ivan              | Iivnanpäivä, Iivananpäivy, Ivananpäivä                 | Иванов день            | Vacances celebrant el solstici d'estiu                     |
| Des del final del dia d'Ivan abans del dia de Sant Pere | Festes religioses d'estiu  | Kezäsv'atkat, Kesäsvätkat                              | Летние святки          | Preludi de la diada de Sant Pere                           |
| 12 de juliol                                            | dia de Sant Pere           | Petrunpäivä, Pedrunpäivy, Pedrunpäivä                  | Петров день            | Celebracions abans de la collita                           |
| 2 d'agost                                               | el dia d'Elies             | Il'l'anpäivä, Il'l'anpäiväy                            | Ильин день             |                                                            |
| 31 d'agost                                              | Dia de Frol                | Frolan päivä                                           | Фролов день            | Vacances locals de protecció del bestiar                   |
| Finals d'octubre                                        | Kekri                      | Kekri, Kegri                                           | Кегри                  | Antiga festa de tardor                                     |
| 25 de desembre                                          | Nadal                      | Rostuo                                                 | Католическое Рождество | El Nadal occidental el celebren els finlandesos de Carelia |
| Referències                                             |                            |                                                        |                        |                                                            |